# Амилацетат
Ами́лацета́т, пентилацета́т (амиловый эфир уксусной кислоты, химическая формула — {\displaystyle {\ce {CH3(CH2)4OCOCH3}}}) применяется как растворитель многих органических соединений, в производстве лаков, искусственного шёлка, фруктовых эссенций.

## Изоамилацетат
Изоамилацета́т {\displaystyle {\ce {(CH3)2CH(CH2)2-OOCCH3}}} — изомер амилацетата, применяется как растворитель нитроцеллюлозы и триацетата целлюлозы (в производстве киноплёнки, целлулоида и др.), входит в состав клея для киноплёнок.
В пищевой промышленности известен под названием "грушевая эссенция".
В высокой концентрации изоамилацетат оказывает вредное действие на центральную нервную систему.
При нормальных условиях представляет собой бесцветную летучую жидкость с сильным фруктовым запахом. Огнеопасна. Температура кипения 142 °С.
Получают взаимодействием изоамилового спирта с уксусной кислотой в присутствии катализатора (концентрированная серная кислота {\displaystyle {\ce {H2SO4}}}):
{\displaystyle {\ce {CH3COOH + (CH3)2CH(CH2)2OH ->}}}
{\displaystyle {\ce {-> CH3COOCH2-CH2-CH(CH3)2 + H2O}}}.

## Безопасность
Амилацетат относится к малоопасным веществам (Класс опасности 4). Обладает наркотическим, слабым общетоксичным действием на организм человека при пероральном приёме. ЛД50 для мелких животных (крыс, мышей) — 7,5 г/кг.
Амилацетат в больших концентрациях раздражает слизистые оболочки кожи и глаз.

## Охрана труда
По данным ПДК для н-амилацетата в воздухе рабочей зоны 100 мг/м³ (установлена в качестве максимальной разовой). А по данным исследования порог восприятия запаха может достигать 230 мг/м³; причём у отдельных людей он может быть значительно больше среднего значения. По этой причине можно ожидать, что использование широко распространённых фильтрующих СИЗОД в сочетании с «заменой фильтров по появлении запаха под маской» (как это почти всегда рекомендуется в РФ поставщиками) приведёт к чрезмерному воздействию паров пентилацетата на, по крайней мере, часть работников — из-за запоздалой замены противогазных фильтров. Поэтому для защиты от пентилацетата следует использовать более эффективные технологии и средства коллективной защиты.